# 9599 Onotomoko
9599 Onotomoko este un asteroid din centura principală de asteroizi.

## Descriere
9599 Onotomoko este un asteroid din centura principală de asteroizi. A fost descoperit pe 29 octombrie 1991 la Kitami de Kin Endate și Kazuro Watanabe. El prezintă o orbită caracterizată de o semiaxă mare de 2,28 ua, o excentricitate de 0,14 și o înclinație de 4,6° în raport cu ecliptica.